# ホルヘ・ペラルタ
ホルヘ・ペラルタ（Jorge Peralta、2001年8月10日 - ）はドミニカ共和国出身のプロ野球選手（外野手）。右投両打。NPBでは育成選手だった。

## 経歴

### 来日前
高校卒業後、地元・ドミニカ共和国のチームでプレーしていたところ、千葉ロッテマリーンズの渉外担当の耳に留まり、入団テストを受けて合格。2020年12月27日に、ロッテへ育成選手として入団することが発表された。年俸は240万円で、背番号は131。ドミニカ共和国でのプロ経験はなく、これが初めてのプロ契約となった。

### ロッテ時代
2021年は、新型コロナウイルスの影響で来日が7月26日まで遅れた。そのため、イースタン・リーグでの出場試合数は22試合にとどまり、最終成績は打率.107、2打点だった。12月26日には、翌シーズンも契約を延長すると発表された。
2022年は、イースタン・リーグ64試合に出場して打率.120、0本塁打、4打点、6盗塁を記録。10月7日に戦力外通告を受け、同31日に自由契約選手として公示された。

## 選手としての特徴
50メートル5秒6の俊足が武器。主な守備位置は中堅手だが、内野を守ることもできる。

## 詳細情報

### 年度別打撃成績
- 一軍公式戦出場なし

### 背番号
- 131（2021年 - 2022年）

### 登場曲
- 「25/8」バッド・バニー（2021年 - 2022年）